# Sybra niasica
Sybra niasica är en skalbaggsart som beskrevs av Stefan von Breuning 1961. Sybra niasica ingår i släktet Sybra och familjen långhorningar. Inga underarter finns listade i Catalogue of Life.